# Thelyconychia aplomyioides
Thelyconychia aplomyioides är en tvåvingeart som först beskrevs av Villeneuve 1936.  Thelyconychia aplomyioides ingår i släktet Thelyconychia och familjen parasitflugor. Inga underarter finns listade i Catalogue of Life.